# Parafia św. Stanisława Biskupa i Nawiedzenia Najświętszej Maryi Panny w Płużnicy Wielkiej
Parafia świętego Stanisława Biskupa i Nawiedzenia Najświętszej Maryi Panny w Płużnicy Wielkiej – parafia rzymskokatolicka, znajdująca się w diecezji opolskiej, w dekanacie Ujazd Śląski.